# 行人

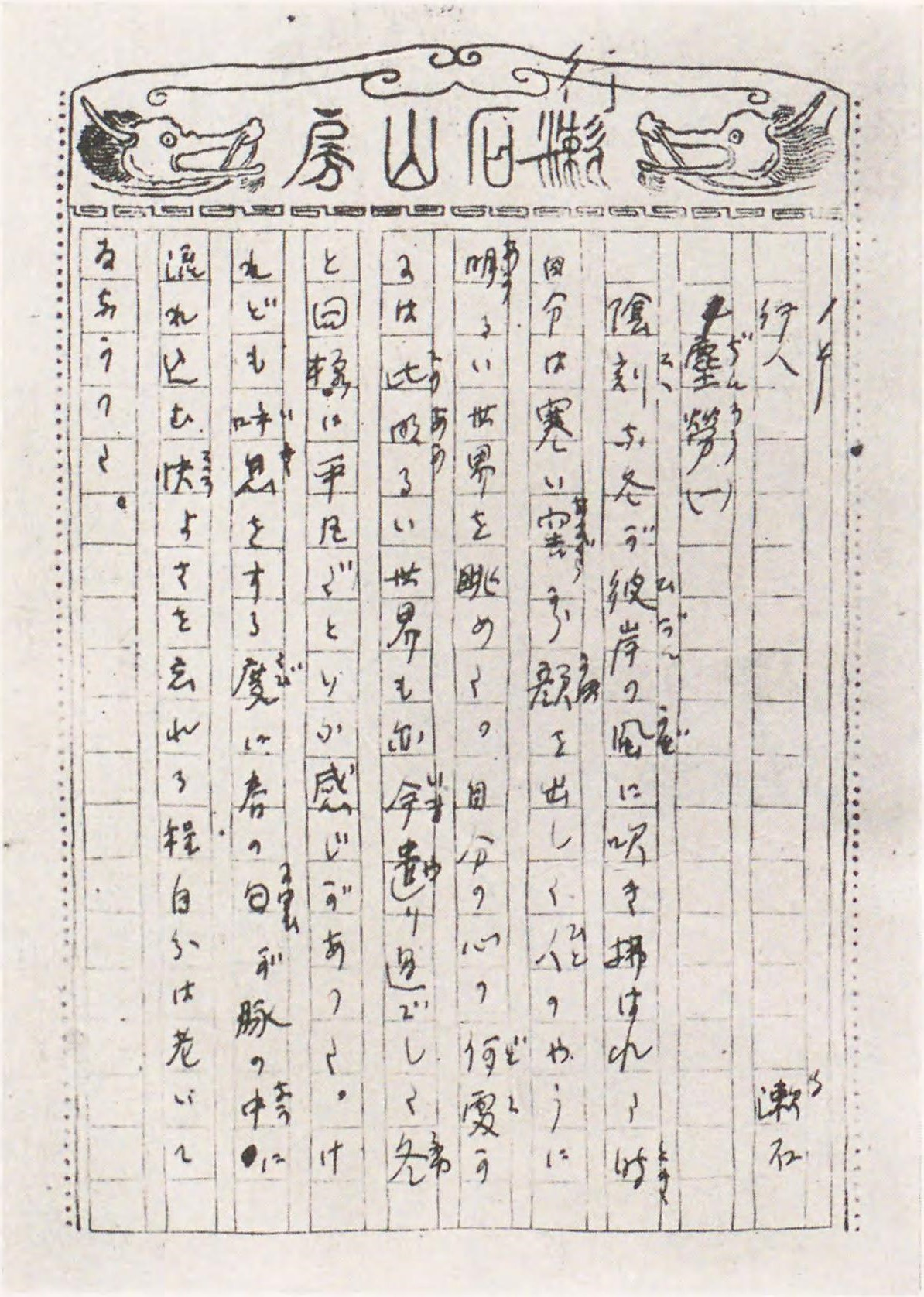
『行人』原稿の一部

『行人』（こうじん）は、夏目漱石の長編小説。1912年12月6日から1913年11月5日まで、『朝日新聞』に連載された。ただし、4月から9月まで作者病気（胃潰瘍）のため、5ヶ月の中断がある。1914年1月刊。
『行人』は、「友達」「兄」「帰ってから」「塵労」の4つの編から成り立っている。男女について、近代知識人の苦悩を描く。『彼岸過迄』に続き『こゝろ』に繋がる、後期3部作の2作目。

## あらすじ
友達
二郎は友人・三沢と会う約束をして大阪を訪れた。だが三沢は胃腸を悪くして病院に入院していた。二郎が三沢を見舞うために何度も病院に行くうちに、病院にいたある女に心を惹かれる。二郎が三沢に彼女のことを話すと、三沢はその女と入院する前に会って一緒に酒を飲んだという。三沢はその女の病室を見舞った。三沢が退院する段になって、彼は急に、精神を病んで同じ家に住んでいた「娘さん」の話を二郎に始めた。そして二人は別れた。
兄
三沢を送った翌日、二郎の母と兄・一郎、兄の嫁・直が大阪にやってきた。四人は観光のためにしばらく滞在する。その折、妻を信じきれない一郎は二郎に対して、直と二人きりで一晩泊まり、彼女の節操を試してほしいと依頼する。二郎は拒否するがとうとう直と二人で旅行することとなる。嵐の中で二人は一晩過ごし、一郎たちのもとへ帰った。詳しい話を東京で話すことを約して、四人は東京へ帰った。
帰ってから
東京へ戻ってからしばらくすると、一郎は再び二郎に嵐の晩のことを話すよう迫る。二郎は特に話すべきことはないとして一郎の追及を避けたが、一郎は激怒した。以後、家の居心地が悪くなった二郎は、下宿に暮らすことを決めて家を出た。そのころから、兄の様子が家族の目から見てもおかしくなったと、二郎は周囲から聞かされる。
塵労
二郎は両親と相談し、一郎をその親友のHに頼んで、旅行に連れ出してもらう。二郎はHに、旅行中の一郎の様子を手紙に書いて送ってくれと頼んだ。一郎とHが旅行に出かけて11日目にHから長い手紙が届いた。その中には旅行中の兄の苦悩が、Hの目を通して詳しく書かれていた。

## 登場人物
長野一郎
学者であり物事を深く掘り下げて考える性質がある。妻の直を理解できないと思い、弟の二郎に彼女の貞操を試すよう頼む。
長野二郎
一郎の弟。本作の語り部でもある。直の結婚前から彼女を知っているが、兄の手前複雑な気持ちになり苦しくもある。
直
一郎の妻。
重
一郞の妹。
貞
一郎の家の下女。近々結婚する。
H
兄の友人で、一郎を旅行に連れ出す。
三沢
二郎の友人。二郎と旅行の待ち合わせで大阪に来たが、体調を崩し入院してしまう。
岡田
一郎の母方の縁戚。大阪在住。会社員。
兼
岡田の妻。
佐野
貞の結婚相手。額が広い。

## 書誌情報
文庫本
- 夏目漱石『行人』新潮文庫 1952年3月、改版2011年1月 ISBN 978-4-10-101012-0
- 夏目漱石『行人』集英社文庫 2014年4月 ISBN 978-4-08-752058-3
- 夏目漱石『行人』岩波文庫 改版1990年4月 ISBN 978-4-00-310110-0